# Szőlő jövésnek könyve
A Szőlő jövésnek könyve egy 1740 óta vezetett könyv. Folyamatos vezetése Kőszeg egyik régi hagyománya, amely a város bortermelésének történetét illetően minden évben egy fontos és elmaradhatatlan aktus, így minden évben, április 24-én berajzolják a Szent György-napi szőlőhajtást.
Kőszegen nagy múltra tekint vissza a szőlőtermesztés és a borászat. Egy 1279-ben kelt, birtokmegosztásról szóló dokumentum már említi a szőlőket és a pincéket. A város az Anjou-korban Magyarország egyik legjelentősebb borkereskedő településének számított.

## Története

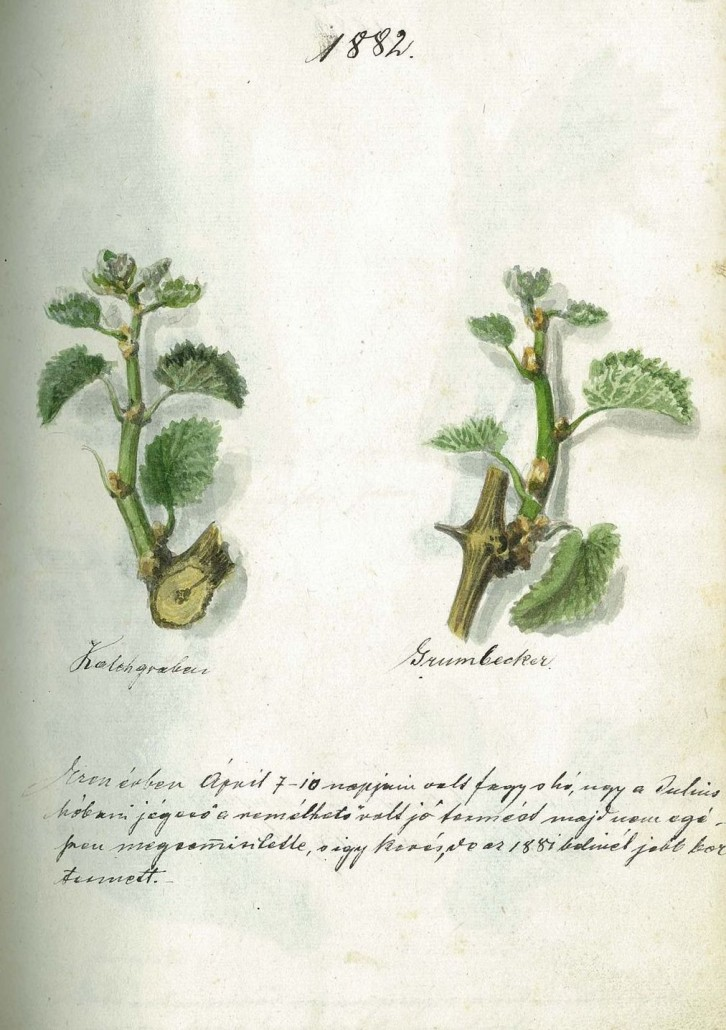
Egy lap a Szőlő Jövésnek Könyvéből

A Szőlő jövésnek könyvét 1740-ben kezdték vezetni, de maga a hagyomány valószínűleg már a 16. században is élt, és azóta is folytatódik, leszámítva 1788 után pár évet, amikor rendre elfagytak a rügyek. A Szent György-nap mellett Szent Lőrinc és Szent Orsolya napján is születtek bejegyzések, de rajzos illusztráció csak április 24-én készült a könyvbe. A szőlőhajtást művészi színvonalú, ceruzával, tollal készített rajzok, később akvarellek örökítik meg. A szőlőhajtás bejegyzésének dátuma egybeesett a város bírájának és más tisztségviselőinek megválasztása napjával és a gazdálkodási év kezdetével. 1930 óta a dűlő nevét is feljegyzik, ahonnan a minta származik. Év végén feljegyezték a könyvbe az az évi szőlőtermés jellemzőit is. A termés minőségének megjóslására a hajtások feljegyzése egyes bejegyzések tanúsága alapján nem alkalmas, bár némi korreláció felfedezhető. Az eredeti, 18. századi könyv már betelt, a jelenlegi, melyet 1991 óta vezetnek, Kőszeg német testvérvárosa, Vaihingen an der Enz ajándéka.
A könyvet napjainkban a Jurisics Miklós Vármúzeum őrzi. A Szőlő jövésnek könyve hagyománya 2013-ban felkerült a Szellemi Kulturális Örökség Nemzeti Jegyzékére. A város minden évben kulturális programsorozatot rendez április 14-én, melyben a könyv is fontos szerepet kap.

## A rajzok készítői
- 1835 előtt: ismeretlen mesterek
- Kugler János (1835–1865)
- Knarr József (1867)
- Hanély Antal (1868–1877)
- Vass Károly (1890–1892)
- R. Hercz Ödön (1893–1895)
- Hercz Margit (1896–1897)
- Binnyei István (1899)
- R. Kiss Gyula (1899–1939)
- Trautmann Anna (1940–1941)
- Fódi Sándor (1942–1948)
- Csapody Vera (1949)
- Kappelné Trautmann Anna (1950–1951)
- Schmidt Béla (1952–1955)
- Wiesinger Rezső (1956)
- Horváth János (1957–1961)
- Hanély László (1962–1968)
- Bechtold István (1969–1991)[7]
- Németh János (1991–)